# دويحس بن عريعر آل حميد
داحِسْ الْعَرْعَرْ الْغُرَيْر الْحَمِيْدِيِّ الْخَالِدِيِّ هو الأميرُ الحادي عشر للإمارة الخالدية ظاهراً، ولكن في الباطن كان الأمر لعبدالمحسن السرداح، في أيامه حدث تنازع على السلطان مع أخيه زيد العرعر الغرير فافترقوا إلى فريقين فريقٌ موالي إلى داحس وفريقٌ مواليًا لزيد.

### فهرس المراجع
1. ↑  الخالدي (2010)، ص. 138.

### بيانات المراجع
الكُتُب مُرتَّبة حَسب تاريخ النَّشر
- محمد يوسف الخالدي (2010)، قبيلة بني خالد في الجزيرة العربية: دراسة تاريخية عن ذرية خالد بن الوليد المخزومي (ط. 1)، بيروت: الدار العربية للموسوعات، LCCN:2010322892، OCLC:525242376، OL:25075738M، QID:Q116257101

| دويحس بن عريعر آل حميد |                                      |                   |
| سبقه سعدون بن عريعر    | أُمراء دولة بني خالد الأولى 1789-1785 | تبعه زيد بن عريعر |